# American Division
Die American Division war neben der Canadian Division eine von zwei Divisions in der nordamerikanischen Eishockey-Profiliga NHL.
Mit der Expansion der Liga im Jahr 1926 wurde beschlossen, die NHL in zwei Divisionen zu teilen, nach der Saison 1937/38 wurde die Liga wieder eingleisig ausgetragen. In der American Division spielten in der Zeit der Teilung alle US-amerikanischen Teams, während in der Canadien Division alle kanadischen Franchises beheimatet waren.

## Teams
| 1926               | 1927               | 1928               | 1929               | 1930               | 1931            | 1932            | 1933            | 1934              | 1935              | 1936              | 1937              | 1938              |
| ------------------ | ------------------ | ------------------ | ------------------ | ------------------ | --------------- | --------------- | --------------- | ----------------- | ----------------- | ----------------- | ----------------- | ----------------- |
| Boston Bruins      |                    |                    |                    |                    |                 |                 |                 |                   |                   |                   |                   |                   |
| Chicago Blackhawks |                    |                    |                    |                    |                 |                 |                 |                   |                   |                   |                   |                   |
| Detroit Falcons    | Detroit Falcons    | Detroit Falcons    | Detroit Falcons    | Detroit Falcons    | Detroit Falcons | Detroit Falcons | Detroit Falcons | Detroit Red Wings | Detroit Red Wings | Detroit Red Wings | Detroit Red Wings | Detroit Red Wings |
| New York Rangers   |                    |                    |                    |                    |                 |                 |                 |                   |                   |                   |                   |                   |
| Pittsburgh Pirates | Pittsburgh Pirates | Pittsburgh Pirates | Pittsburgh Pirates | Pittsburgh Pirates | PQ1             |                 |                 |                   |                   |                   |                   |                   |

1 Philadelphia Quakers

## Meister
- 1927 – New York Rangers
- 1928 – Boston Bruins
- 1929 – Boston Bruins
- 1930 – Boston Bruins
- 1931 – Boston Bruins
- 1932 – New York Rangers
- 1933 – Boston Bruins
- 1934 – Detroit Red Wings
- 1935 – Boston Bruins
- 1936 – Detroit Red Wings
- 1937 – Detroit Red Wings
- 1938 – Boston Bruins

Eastern Conference

Atlantic Division |
Metropolitan Division
Western Conference

Central Division |
Pacific Division
Ehemalige Conferences:
Campbell Conference |
Prince of Wales Conference
Ehemalige Divisions:
Adams Division |
American Division |
Canadian Division |
Eastern Division |
Norris Division |
Northeast Division |
Northwest Division |
Patrick Division |
Smythe Division |
Southeast Division |
Western Division